# Cabeza de Vaca (film)
Cabeza de Vaca è un film del 1991 diretto da Nicolás Echevarría.